# Зграда у ул. М. Тита 37 у Јагодини
Зграда у ул. М. Тита 37 у Јагодини представља непокретно културно добро као споменик културе, решењем Завода за заштиту споменика културе у Крагујевцу бр. 974/1 од 4. новембра 1976. године.
Зграда је једна од најстаријих сачуваних зграда у Јагодини, подигнута је у првој половини 19. века и представља изузетан примерак старе градске архитектуре. Постављена је на равном терену и припада типу развијенијих зграда ове врсте. Приземна је, са тремом и доксатом на главној страни. На трему се налазе три храстова стуба док је на супротној страни скраћени трем са излазом у економски део. Под делом зграде је подрум. Грађена је у бондручном конструктивном систему са четвороводним кровом благог нагиба, покривеног ћерамидом.